# 馬迪班
馬迪班是一个索馬里人的氏族。他们主要分布于索馬里北部，他们1960年人口大概9000人。
他们是一个穆斯林穆薩达里亚的后人。他们是猎人也是皮匠，他们不是牧民，因此地位很低，因此他们是贱民。他们在索馬里内战后經常面对教派暴力。